# Производство кофе
Производство кофе — промышленный процесс преобразования сырых плодов кофейного дерева в готовый кофе. У кофейной ягоды удаляется мякоть, а оставшиеся зерна сушат. При обжарке зелёные кофейные зёрна увеличиваются в объёме и меняют цвет с зелёного на коричневый.

## Созревание зёрен
Плоды кофейного дерева поспевают за 6-8 месяцев, а завязываются на протяжении года, поэтому собирать их машинами можно только в Бразилии, где из-за особых условий урожай поспевает приблизительно в одно и то же время. Таким образом, чаще всего плоды кофейного дерева собираются руками или, высохшие, стряхиваются на подстилку (например, в Йемене). Качество кофе зависит не только от ботанического сорта кофейного дерева, почвы и других условий, но и от того, как его собирают и обрабатывают. Важно собирать созревшие плоды. Незрелые семена-зерна невкусные. С другой стороны, из-за незнания можно «пустить по ветру» прекрасно поспевшие и собранные плоды, поскольку их сразу же надо надлежаще обработать, иначе урожай испортится, заплесневеет, прогоркнет. Ещё на плантациях плоды кофе обрабатывают сухим или влажным способом.
Более древний способ — сухой. В сухое время года (например, в Бразилии — в апреле — сентябре, в Йемене — осенью) все спелые плоды снимаются одновременно, моются и укладываются тонким слоем на солнцепеке и оставляются для сушки на 2-3 недели. Во время сушки они несколько раз в день помешиваются граблями, а на ночь прикрываются от влаги. Семена кофе за это время ферментируются, как бы заканчивают созревать, «получают крепость», в них происходят химические изменения, которые улучшают вкус и другие качества кофе. Предполагают, что ускоренное высушивание кофе в сушилках уничтожает эти преимущества. Как следует высушенные плоды вылущиваются вручную или засыпаются в специальные машины для удаления мякоти и семенной оболочки с зерен кофе.
При влажной обработке кофе можно собирать и в ливни (например, в Колумбии, Индии). Хорошо созревшие плоды собираются и высыпаются в большие, вращающиеся с разной скоростью барабаны с неровной поверхностью в середине, в которые постоянно подается сильная струя воды. Барабаны удаляют большую часть мякоти, но немного её остается, поэтому из барабанов плоды кофе выгружаются в котлы, складываются в кучи или ямы, выложенные плитками, и заквашиваются. Когда остатки мякоти от квашения размякнут, их совсем легко смыть проточной водой. Обмытые зерна кофе высыпаются на ровные площадки, выложенные плитками или утрамбованные глиной, и сушатся на солнце 3-4 часа в день при постоянном их помешивании. Это очень важный этап в производстве кофе. В это время зерна кофе будто «накапливают крепость», ферментируются. Слишком быстрая сушка, как и длительная, их портит. Надлежаще высушенные зерна кофе засыпаются в машины для удаления семенной оболочки и внутренней шелухи. В современных машинах для обжарки кофе — ростерах — зерно обжаривается в течение 16-18 мин. при температуре 200—240 С.
| Стадия           | Свойства зёрен                                                                                      | Потеря веса | Agtron | Температура (C°) | Признаки |
| ---------------- | --------------------------------------------------------------------------------------------------- | ----------- | ------ | ---------------- | --- |
| Нежареный        | Сырые бобы, 12 % влажность.                                                                         | 0,0 %       | 99—81  | Комнатная        | Зелёные (бледно-серые с зелёным оттенком) и гладкие. |
| Коричная         | Выделение пара заставляет боб расширяться.                                                          | 13,0 %      | 80—75  | 93—135           | Светло-коричневый цвет. Лёгкая насыщенность вкуса, слабый аромат с хлебным запахом. Отсутствие масла на поверхности.                                                                     |
| Американская     | Бобы продолжают увеличиваться в размере. Слышен «первый крак». Содержание кислоты выше, чем сахара. | 14,0 %      | 74—65  | 168—190          | Умеренного светло-коричневого цвета, с сухой поверхностью, с «кислинкой», сохранены отличия между зёрнами, присущие зелёным бобам. Увеличиваются в размере.                              |
| City (городская) | Сильное увеличение размеров боба. Заканчивается стадия «первого крака»                              | 15,0 %      | 64—60  | 198—218          | Бобы трескаются от выделяющихся газов. |
| Full City        | Зёрна сильно увеличиваются. Баланс кислот и сахара. Начало стадии «второго крака».                  | 16,5 %      | 60—50  | 223—229          | Коричневого цвета средней насыщенности, в основном с сухой поверхностью, местами появляются следы масла. Сбалансированная кислотность, полная насыщенность вкуса.                        |
| Венская          | Утеряна большая часть газа, конец стадии «второго крака».                                           | 17,0 %      | 49—45  | 229—235          | Яркого коричневого цвета, появление капель масла на поверхности зёрен, появление сладковато-горьких тонов вкуса. Приглушённая кислотность, сильная насыщенность.                         |
| Espresso         | Уменьшение аромата, карамелизация сахара.                                                           | 18,0 %      | 44—35  | 235—240          | Тёмная блестящая поверхность с пятнами масла. Сладковато-горький вкус доминирует. Кислотность приглушена.                                                                                |
| Французская      | Радикальное уменьшение кислотности, карамелизация сахара.                                           | 19,0 %      | 34—25  | 240—246          | Тёмного, практически чёрного цвета, зёрна покрыты маслом. Запах горелого масла. Различия, характерные для зелёного кофе, полностью приглушены. Горький — сладко-горький вкус доминирует. |
| Итальянская      | Боб теряет характерный аромат кофе.                                                                 | 20,0 %      | 24—15  | 246—262          | Чёрный, сухая блестящая поверхность. Доминирует жжёный горький вкус. |

В 1978—1984 годы в Чехословакии создали сорт кофе, способного к плодоношению в комнатных условиях при умеренном климате Восточной Европы (и после достижения пятилетнего возраста примерно 40-сантиметровое деревце начинало приносить урожай — до 500 граммов кофейных зерен в год).

## Производство кофе по странам
- Бразилия
- Вьетнам
- Гаити
- Гватемала
- Камерун
- Колумбия
- Коста-Рика
- Куба
- Папуа-Новая Гвинея
- США:

- Гавайи
- Гуам

- Филиппины
- Эквадор
- Эфиопия

## Характеристика производителей кофе по странам
1. Бразилия — основной гигант-поставщик продукции среднего качества на мировом рынке. Общая численность кофейных деревьев — более 6 миллиардов.
2. Вьетнам — почетное второе место (более 1 миллиарда в год).
3. Колумбия — третье государство по изготовлению сырья (15 % объёма, получаемого товара на всей планете).
4. Океания, Индонезия — основные плантационные площади располагаются на Суматре, Яве и Сулавеси (666 000 т). Особенностью сортов является длительное хранение на складах (1-3 года), что придает полноту вкусу.
5. Мексика — владелица огромных плантаций с объёмом сбора зелёного кофе до 300 тысяч тонн ежегодно.
6. Гватемала — склоны, содержащие вулканические породы, идеально подходят для получения урожая арабики высокого класса.
7. Коста-Рика — наиболее развивающаяся во всем мире отрасль по производству кофе.
8. Никарагуа — насаждения, расположенные на высоте 1300 м над уровнем моря, дают около 60 тысяч тонн сырья ежегодно.
9. Африка (Кения, Эфиопия, Танзания и Зимбабве) — выращивают высококачественные сорта культуры.
10. Азия (Йемен, Индия) — с Йемена началось распространение кофейной культуры по планете, а плантациям Индии около трех столетий.